# ماريان كونستاتينسكو
ماريان كونستاتينسكو (بالرومانية: Marian Constantinescu)‏ هو لاعب كرة قدم روماني في مركز الهجوم، ولد في 8 أغسطس 1981 في بوخارست في رومانيا. لعب مع بولتيهنيكا تيميسوارا وكونكورديا كياجنا ونادي براشوف ونادي بياترا نيامتس.

## وصلات خارجية
- ماريان كونستاتينسكو على موقع قاعدة بيانات كرة القدم.إي يو (الإنجليزية)
- ماريان كونستاتينسكو على موقع Soccerway.com (الإنجليزية)